# Rivière Brock Nord
Pour les articles homonymes, voir Brock.
La rivière Brock Nord est un affluent de la rivière Brock, coulant à Eeyou Istchee Baie-James (municipalité), en Jamésie, dans la région administrative du Nord-du-Québec, dans la province de Québec, au Canada. Le cours de la rivière traverse successivement la Réserve faunique Assinica et le canton de la Rochette.
La partie supérieure du bassin versant de la rivière Brock Nord est accessible par une route forestière venant de Chibougamau et remontant vers le Nord. La partie inférieure est desservie par quelques routes forestières qui viennent du Sud où passe la route 113 laquelle relie Lebel-sur-Quévillon à Chibougamau. Cette route passe au Sud du lac Opémisca.
La surface de la rivière Brock Nord est habituellement gelée du début novembre à la mi-mai, toutefois la circulation sécuritaire sur la glace se fait généralement de la mi-novembre à la mi-avril.

## Géographie
Les principaux bassins versants voisins de la rivière Brock Nord sont :
- côté Nord : rivière Châtillon, rivière Saint-Urcisse, rivière De Maurès ;
- côté Est : rivière Brock (rivière Chibougamau), rivière Chibougamau, lac Mistassini, lac Chibougamau, rivière Barlow (rivière Chibougamau) ;
- côté Sud : rivière Brock (rivière Chibougamau), lac Opémisca, rivière Opémisca, rivière Chibougamau ;
- côté Ouest : lac Opataca, lac Cachisca, lac Comencho, rivière Mildred, rivière Omo (Québec), rivière Maicasagi.

 
La rivière Brock Nord prend sa source à l’embouchure d’un petit lac non identifié (longueur : 1,6 km ; altitude : 459 m) dans la Réserve faunique Assinica. Cette source est située du côté Nord-Est d’une montagne dont le sommet atteint 563 m à :
- 24,8 km à l’Ouest du lac Mistassini ;
- 33,1 km au Nord-Est du lac Opataca ;
- 61,5 km au Nord-Est de l’embouchure de la rivière Brock Nord (confluence avec la rivière Brock (rivière Chibougamau)) ;
- 83,3 km au Nord de l’embouchure de la rivière Brock (confluence avec la rivière Chibougamau) ;
- 153,0 km au Nord-Est de l’embouchure de la rivière Chibougamau (confluence avec la Rivière Opawica) ;
- 200,7 km au Nord-Est de l’embouchure du Lac au Goéland (rivière Waswanipi) ;
- 97,4 km au Nord du centre du village de Chapais (Québec) ;
- 76,9 km au Nord du centre-ville de Chibougamau ;
- 329 km à l’Est de l’embouchure de la rivière Nottaway.

À partir de sa source, la  rivière Brock Nord  coule sur environ 93 km selon les segments suivants :

### Partie supérieure de la rivière Brock Nord
- 7,2 km vers le Sud jusqu’à la rive Nord d’un petit lac non identifié ;
- 9,7 km vers le Sud-Ouest en traversant trois petits lacs jusqu’à la rive Nord d’un autre petit lac non identifié ;
- 12,1 km vers le Sud-Ouest en traversant cinq petits lacs non identifiés, jusqu’à la rive Est du lac Samuel-Bédard ;
- 20,0 km vers le Sud en traversant le lac Samuel-Bédard (longueur : 28,0 km ; altitude : 376 m), jusqu’à son embouchure. Note : Ce lac reçoit par une baie du Sud-Est les eaux du lac Lemieux (rivière Brock Nord) ;

### Partie inférieure de la rivière Brock Nord
- 5,0 km vers l’Ouest en traversant un lac non identifié (altitude : 373 m) sur 3,0 km, jusqu’à son embouchure ;
- 12,8 km vers le Sud en traversant quatre lacs non identifiés, jusqu’à l’embouchure du dernier (altitude : 369 m) ;
- 8,8 km vers le Sud jusqu’à la décharge (venant de l’Est) de trois lacs ;
- 11,1 km vers le Sud-Ouest, jusqu’à la décharge (venant du Nord-Ouest) de deux lacs ;
- 6,3 km vers l’Est, puis le Sud-Ouest en serpentant jusqu’à son embouchure[2].

La « rivière Brock Nord » se déverse sur la rive Nord de la rivière Brock (rivière Chibougamau), en amont d’une série de chutes et rapides. De là, le courant descend vers le Sud-Ouest en empruntant la rivière Brock (rivière Chibougamau). À partir de l’embouchure de cette dernière, le courant coule vers le Sud-Ouest par la rivière Chibougamau, puis par la rivière Waswanipi, jusqu’à la rive Est du lac au Goéland (rivière Waswanipi). Ce dernier est traversé vers le Nord-Ouest par la rivière Waswanipi qui est un affluent du lac Matagami.
L’embouchure de la « rivière Brock Nord » située à :
- 22,0 km au Nord de l’embouchure de la rivière Brock (rivière Chibougamau) ;
- 93,0 km au Nord-Est de l’embouchure de la rivière Chibougamau (confluence avec la rivière Opawica) ;
- 148,2 km au Nord-Est de l’embouchure du lac au Goéland (rivière Waswanipi) ;
- 44,4 km au Nord-Ouest du centre du village de Chapais (Québec) ;
- 48,5 km au Nord-Ouest du centre-ville de Chibougamau.

## Toponymie
Cette hydronyme évoque la mémoire de Reginald W. Brock qui, vers la fin de la campagne d’exploration géologique de 1896, étant assistant du docteur Robert Bell, de la Commission géologique du Canada, fit une reconnaissance géologique rapide de la route entre les lacs Waswanipi et Mistassini en passant par les rivières Waswanipi, Chibougamau et Barlow et le lac Waskonichi. Reginald W. Brock, directeur de la Commission géologique du Canada, a fourni les cartes de travail et les instruments d'arpentage pour l'expédition de la Commission géologique de Chibougamau (Québec) de 1910.
Le toponyme « rivière Brock Nord » a été officialisé le 5 décembre 1968 à la Commission de toponymie du Québec, soit à la création de cette commission